# Tori Spelling
Victoria Davey "Tori" Spelling (Los Ángeles, California, 16 de mayo de 1973) es una actriz y empresaria estadounidense, más conocida por su papel de Donna Martin en la serie de adolescentes de los años 1990 Beverly Hills, 90210 y por su papel como en algunos capítulos de la serie Saved By The Bell. Es hija del prolífico productor de televisión Aaron Spelling.

## Biografía
Es la hija de Candy Marer y Aaron Spelling, un famoso productor de televisión de la ABC desde los años 1970. Proviene de una familia judía liberal. Su hermano, Randy Spelling, también es actor.
Desde que Beverly Hills, 90210 salió al aire, ha trabajado principalmente en películas independientes incluyendo: A Trick y The House of Yes, aunque ha aparecido en pequeños papeles en películas grandes como Scream 2 y Scary Movie 2. Actualmente es la estrella del reality Celebreality en VH1.
Después de la muerte de su padre en 2006, ella y su hermano heredaron 800 000 dólares cada uno y su viuda, 500 millones de dólares.
Se casó con Dean McDermott en Fiyi el 6 de mayo de 2006, después del divorcio de este, con su exesposa Mary Jo Eustace. Con Dean tiene cinco hijos, Liam Aaron (13 de marzo de 2007), Stella Doreen (9 de junio de 2008), Hattie Margaret (10 de octubre de 2011), Finn Davey (30 de agosto de 2012). y Beau Dean (2 de marzo de 2017).
Se ha relacionado con personalidades como Julian Lennon y Jean-Claude Van Damme. A la salida de Shannen Doherty de Charmed, Tori y Jennifer Love Hewitt fueron consideradas para sustituirla en el papel de Paige Matthews; finalmente quien obtuvo el papel fue la actriz Rose McGowan.

### Críticas
Muchísima gente considera que tuvo la suerte de que su padre fuera el creador de Beverly Hills, 90210 a la hora de hacerse con un papel protagonista en la serie, debido a que no se le considera tan atractiva como a las otras actrices de la serie. En algunos sitios se le ha otorgado el apodo de Butterface (cara de mantequilla), en un juego de palabras, en inglés, con la expresión "but-her-face" ("excepto-su-cara"), refiriéndose a que la chica lo tiene todo bonito excepto su rostro.

## Filmografía

### Televisión
| Año       | Título                            | Papel                             | Otros                                 |
| 1983      | The Love Boat                     | Sarah Toomey                      | Serie                                 |
| 1983      | Shooting stars                    | Jenny O'Keefe                     | Película                              |
| 1987      | The three kings                   |                                   | Película                              |
| 1990      | Salvados por la campana           | Violet Bickerstaff                | Serie                                 |
| 1990-2000 | Beverly Hills, 90210              | Donna Martin                      | Serie                                 |
| 1995      | Awake to danger                   | Aimee McAdams                     | Película                              |
| 1996      | Mother, may I sleep with danger?  | Laurel Lewisohn                   | Película                              |
| 1996      | Co-Ed call girl                   | Joanna                            | Película                              |
| 1996      | Deadly pursuits                   | Meredith                          | Película                              |
| 1997      | The Alibi                         | Marti Gerrard                     | Película                              |
| 2003      | A Carol Christmas                 | Carol                             | Película                              |
| 2003      | So Downtown                       | Liz                               | Serie                                 |
| 2005      | Hush                              | Nina Hamilton                     | Película                              |
| 2005      | Marido por un día                 | Charlie Mackenzie                 | T.O: Family plan Película             |
| 2006      | So NoTORIous                      | Tori Spelling (ella misma)        | Serie                                 |
| 2007      | Retrasos del pasado               | Elise                             | T.O: Housesitter Película             |
| 2007      | Smallville                        | Tem 6 Cap 10 Hydro, Linda Lake    | Serie                                 |
| 2009      | Smallville                        | Tem 8 Cap 15 Infamous, Linda Lake | Serie                                 |
| 2009      | 90210                             | Donna Martin                      | Serie                                 |
| 2014      | Mystery Girls                     | Holy Hamilton                     | papel principal, serie de TV Freeform |
| 2023      | Mask Singer (adivina quién canta) | Arlequín                          | programa de TV Antena 3               |

### Cine
| Año  | Título                      | Personaje       | Dirección           |
| ---- | --------------------------- | --------------- | ------------------- |
| 1989 | Troop Beverly Hills         | Jamie           | Jeff Kanew          |
| 1997 | The House of Yes            | Lesly           | Mark Waters         |
| 1997 | Scream 2                    | Sidney Prescott | Wes Craven          |
| 1998 | Perpetrators of the Crime   | Lucy            | John Hamilton       |
| 1999 | Trick                       | Katherine       | Jim Fall            |
| 2001 | Sol Goode                   | Tammie          | Danny Comden        |
| 2001 | Scary Movie 2               | Alex            | Keenen Ivory Wayans |
| 2002 | Naked Movie                 | Iris Pytlak     | Sam Henry Kass      |
| 2002 | Evil Alien Conquerors       | Jan             | Chris Matheson      |
| 2004 | 50 Ways to Leave Your Lover | Stephanie       | Jordan Hawley       |
| 2006 | Cthulhu                     | Susan           | Dan Gildark         |
| 2007 | Kiss the Bride              | Alex Golski     | C. Jay Cox          |

### En inglés
- Tori Spelling sitio de internet oficial
- Tori Spelling en Internet Movie Database (en inglés).
- Tori Spelling Tattoo Fiasco Fiasco de tatuaje de Tori Spelling en iLoveTatooesandPieccings.com (YoAmoTatuajesyPuncturaciónes.com)
- Tori Spelling's profile on AmIAnnoying.com Perfil de Tori Spelling en AmIAnnoying.com (SoyYoHostigoso.com)

- Datos: Q229050
- Multimedia: Tori Spelling / Q229050